# Hylemera fletcheri
Hylemera fletcheri là một loài bướm đêm trong họ Geometridae.